# سوريندر كور
سوريندر كور  بالإنجليزية (Surinder Kaur) نوفمبر 1929 – 14 يونيو 2006) هي مغنية وكاتبة أغاني بنجابية,غنت بشكل رئيسي الأغاني الشعبية البنجابية، حيث يُنسب إليها الفضل في الريادة وإضفاء الطابع الشعبي على هذا النوع ، وكانت تعرف فيما بعد باسم "Nightingale of Punjab" أي عندليب البنجاب . كما غنت أغاني مسجّلة في بعض الأفلام الهندية ، بين 1948 و 1952.
في مهنتها الشهيرة التي امتدت لما يقرب من ستة عقود ، شملت ذخيرتها البنجابية الصوفية من بولح شاه (Bulleh Shah) والآيات الشعرية المعاصرة مثل ناند لال نوربوري ، أمريتا بريتام ، موهان سينغ وشيف كومار باتلفي ، من خلال تقديم أغاني لا تنسى . كذلك أصبحت أغانيها جزء لا يمحى من الثقافة البنجابية.

## روابط خارجية
- سوريندر كور على موقع IMDb (الإنجليزية)
- سوريندر كور على موقع ميوزك برينز (الإنجليزية)
- سوريندر كور على موقع ديسكوغز (الإنجليزية)
- سوريندر كور على موقع قاعدة بيانات الفيلم (الإنجليزية)